# 17770 Боме
17770 Боме́ (17770 Baumé) — астероїд головного поясу, відкритий 1 березня 1998 року.
Тіссеранів параметр щодо Юпітера — 3,371.